# サランダ

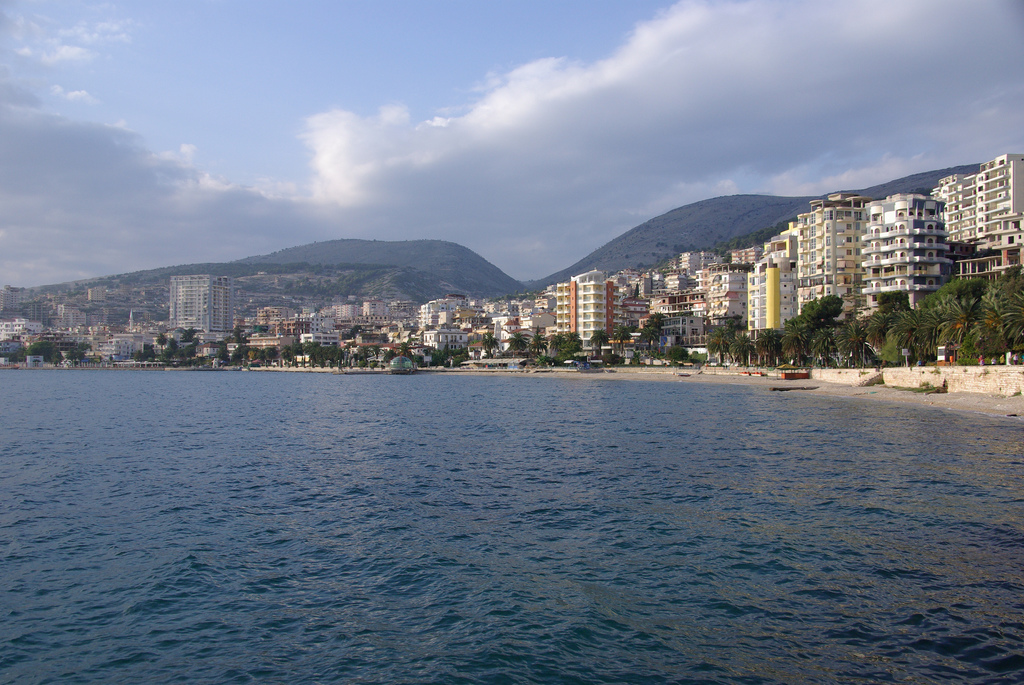
サランダの街

サランダ（アルバニア語: Sarandë, ギリシア語: Άγιοι Σαράντα）は、アルバニアのヴロラ州サランダ県の県庁所在都市。アルバニアで最も重要な観光都市で、イオニア海に面しており、ギリシアのケルキラ島（コルフ島）まで15キロメートル程度の距離である。
人口はおよそ32,000人程度である（2008年推計）。サランダの近くには、古代都市ブトリントがあり、ユネスコの世界遺産に登録されている。

## 歴史
東ローマ帝国の統治下となる前は、古代ギリシャの呼称オンヘスモス（Onchesmos）あるいはアンヒアスモス（Anchiasmos）で呼ばれており、イピロス地方の一部であった。住民はギリシャ人の部族ハオニア人（Chaonians）であった。町は重要な港であり、ハオニア人の首都・フォイニキ（Phoenice）と海をつなぐ交通の拠点であった。現行の呼称・サランダは、ギリシャ語で「セバステの40人の殉教者」を意味しており、正教会では3月10日がこの聖人を祝福する日となっている。町は、第二次世界大戦時にイタリアの占領下となり、その間ベニート・ムッソリーニの長女・エッダ・ムッソリーニの名をとってポルト・エッダ（Porto Edda）と呼ばれていた。

## 経済
海の見える景色と多様な植物相、そして温厚な地中海性気候のために、サランダは保養地として発展し、重要な観光地となっている。21世紀初頭に入り、新婚旅行の地としてサランダを訪れるカップルは急増している。そのため、サランダはハネムーンの町としても知られている。1990年代の末から21世紀の初頭にかけて、サランダは観光地としての発展を遂げている。
観光は町の重要な産業であるが、その他の産業としてはサービス業、漁業、建設業などが中心である。失業率は2001年の段階で12.58%である。夏季には失業率が大幅に低下する。

## 気候
| サランダ (1991-2010)の気候     | サランダ (1991-2010)の気候 | サランダ (1991-2010)の気候 | サランダ (1991-2010)の気候 | サランダ (1991-2010)の気候 | サランダ (1991-2010)の気候 | サランダ (1991-2010)の気候 | サランダ (1991-2010)の気候 | サランダ (1991-2010)の気候 | サランダ (1991-2010)の気候 | サランダ (1991-2010)の気候 | サランダ (1991-2010)の気候 | サランダ (1991-2010)の気候 | サランダ (1991-2010)の気候 |
| 月                             | 1月                        | 2月                        | 3月                        | 4月                        | 5月                        | 6月                        | 7月                        | 8月                        | 9月                        | 10月                       | 11月                       | 12月                       | 年                         |
| ------------------------------ | -------------------------- | -------------------------- | -------------------------- | -------------------------- | -------------------------- | -------------------------- | -------------------------- | -------------------------- | -------------------------- | -------------------------- | -------------------------- | -------------------------- | -------------------------- |
| 最高気温記録 °C （°F）         | 24 (75)                    | 25 (77)                    | 27 (81)                    | 29 (84)                    | 36 (97)                    | 39 (102)                   | 42 (108)                   | 42 (108)                   | 38 (100)                   | 30 (86)                    | 27 (81)                    | 25 (77)                    | 42 (108)                   |
| 平均最高気温 °C （°F）         | 13.6 (56.5)                | 14.1 (57.4)                | 16.5 (61.7)                | 19.2 (66.6)                | 23.6 (74.5)                | 28.4 (83.1)                | 31.0 (87.8)                | 31.1 (88)                  | 28.2 (82.8)                | 22.4 (72.3)                | 17.3 (63.1)                | 15.0 (59)                  | 21.7 (71.07)               |
| 平均最低気温 °C （°F）         | 4.7 (40.5)                 | 5.2 (41.4)                 | 6.8 (44.2)                 | 10.6 (51.1)                | 16.1 (61)                  | 19.7 (67.5)                | 22.4 (72.3)                | 22.3 (72.1)                | 19.1 (66.4)                | 10.5 (50.9)                | 7.5 (45.5)                 | 6.1 (43)                   | 12.58 (54.66)              |
| 最低気温記録 °C （°F）         | −5 (23)                    | −4 (25)                    | 0 (32)                     | 3 (37)                     | 8 (46)                     | 12 (54)                    | 16 (61)                    | 15 (59)                    | 6 (43)                     | 1 (34)                     | −2 (28)                    | −5 (23)                    | −5 (23)                    |
| 降水量 mm （inch）             | 125 (4.92)                 | 122 (4.8)                  | 98 (3.86)                  | 65 (2.56)                  | 39 (1.54)                  | 20 (0.79)                  | 5 (0.2)                    | 9 (0.35)                   | 48 (1.89)                  | 125 (4.92)                 | 161 (6.34)                 | 169 (6.65)                 | 986 (38.82)                |
| 平均降水日数                   | 14                         | 12                         | 9                          | 7                          | 5                          | 2                          | 1                          | 1                          | 5                          | 9                          | 12                         | 15                         | 92                         |
| 出典：METEOALB Weather Station |                            |                            |                            |                            |                            |                            |                            |                            |                            |                            |                            |                            |                            |

## 人口
21世紀初頭、サランダの人口の多くはアルバニア人であり、その他の少数民族としてはギリシャ人、アルーマニア人などがある。サランダの人口は1989年の15,700人から2001年には27,553人に増加した。しかしながら、特に1997年以降、人口は急速に増加していると見られている。自治体の推計によると、2008年の時点で概ね32,000人が居住しているものとみられる。

## ゆかりの人物
- ナイム・フラシャリ - アルバニアの国民的な詩人でプリズレン連盟に加わったフラシャリは、数年間をサランダで過ごした[10]。

## 観光
市の主要産業は観光業であり、サランダ湾沿いには沢山のリゾート・ホテルが建てられている。夏の観光シーズンにはギリシアを中心に欧州各国より沢山の観光客がやって来る。世界遺産でもあるブトリント国立公園への観光の起点ともなっている。

## 交通
- ティラナから、長距離バスで約8〜13時間（1日数便）、乗り合いタクシーで約7〜10時間（1日数便）
- ギロカストラから、長距離バスで約2時間（1日数便）、乗り合いタクシーで約2時間（数時間に1本）
- ギリシャのアテネから、長距離バスで約12時間（1日数便）
- ギリシャのケルキラから、フェリーで約1〜2時間（1日数便）

## ギャラリー

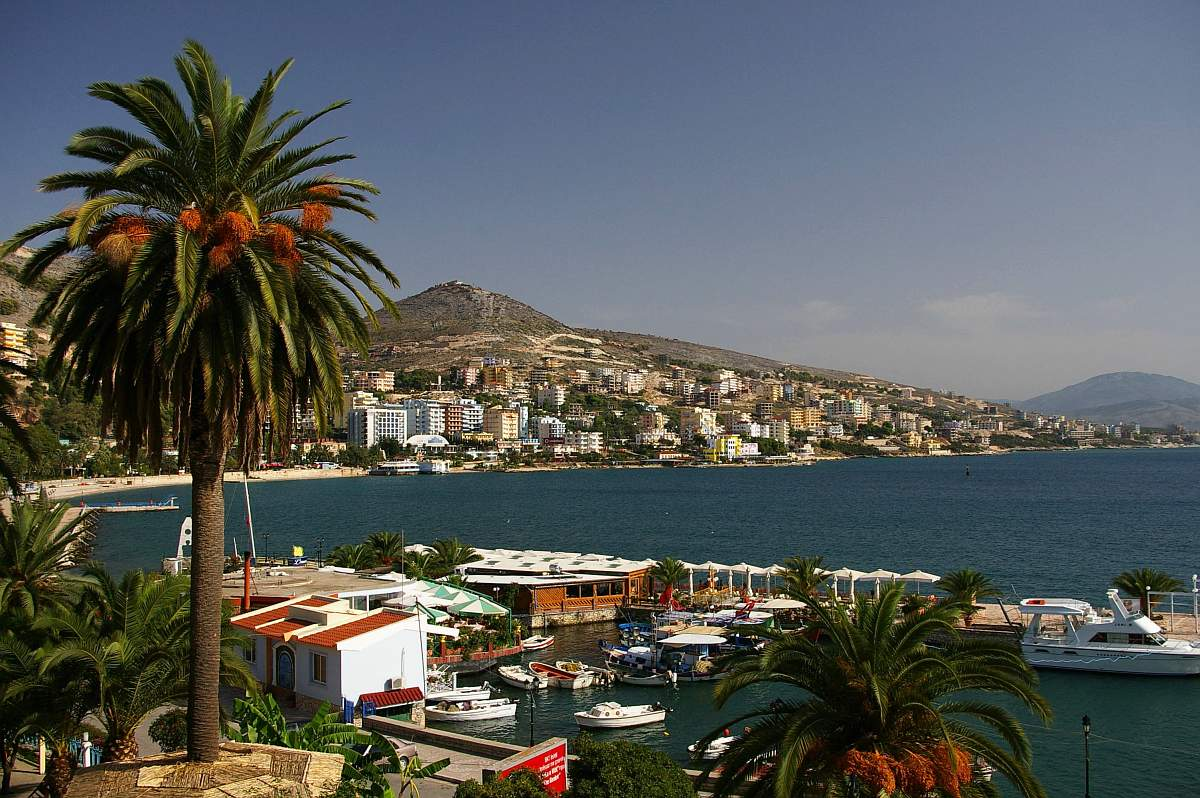
サランダの街と海
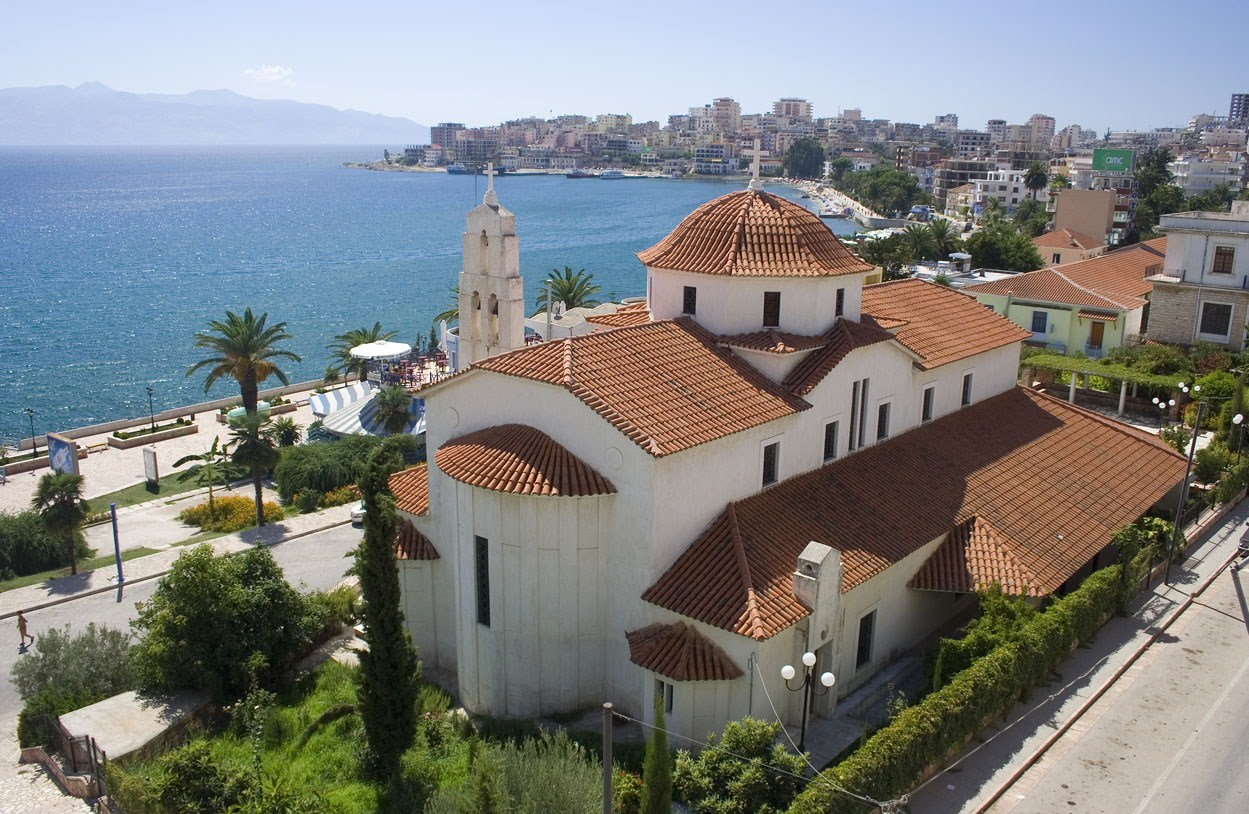
アルバニア正教会の聖堂
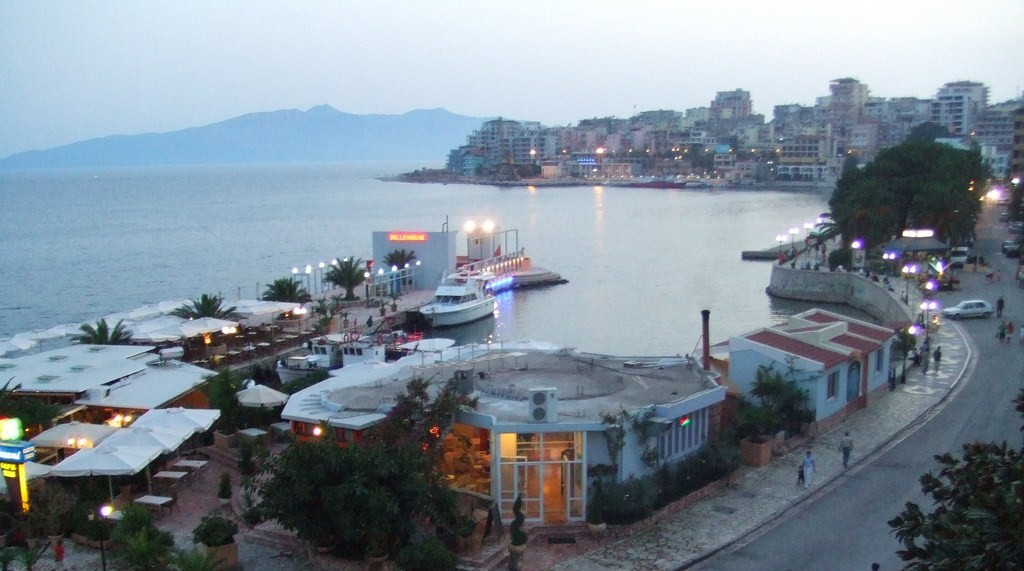